# Апостол Апостолов – Толи
 Тази статия е за музиканта.  За астролога вижте Апостол Апостолов (астролог).  
Апостол Илиев Апостолов – Толи е български музикант, саксофонист, аранжор, диригент, преподавател.

## Ранен живот и образование
Завършва средното си образование в ПМГ „Васил Друмев“, гр. Велико Търново 1969 г. През тези години свири на саксофон в оркестъра към тогавашния Профсъюзен дом на културата, както и на китара към мандолинния оркестър. Участва активно в гимназиалния духов оркестър като тромбонист. Свири и във водевилни постановки в драматичния театър „Константин Кисимов“. След отбиване на редовната си военна служба завършва Българската държавна консерватория през 1974 година в класа на Димитър Симеонов. През 1990 г. придобива степен „магистър“ в Националната музикална академия „Проф. Панчо Владигеров“.

## Професеонално развитие
От 1975 до 1977 г. е един от основателите на оркестър „Спектър“ към Концертна дирекция под ръководството на композитора Тончо Русев. През тези години работи с гост солисти като: Йорданка Христова, Богдана Карадочева, Борис Гуджунов, Петър Чернев, група „Тоника“ и други.
В началото на 1978 година след спечелен конкурс постъпва в оркестъра на Ансамбъла на строителните войски под ръководството на Недко Трошанов. Работи със солистите Росица Борджиева, Орлин Горанов, Румяна Коцева и други.
Периодът е наситен с многобройни концерти у нас, както и концертна дейност в Съветския съюз. Провежда турнета в Полша, Чехия, Унгария, Германия и Австрия.
Участва в реализацията на концерта “Музиканти против Спин“, съвместно с ФСБ, Щурците, Георги Минчев, Милена Славова, Румяна Коцева и др. (1987);
През 1990 година продължава работа в същия оркестър като концертмайстор, аранжор и заместник-диригент на новия художествен ръководител Александър Бръзицов до септември 2000 година.
През 1991 година създава паралелно и собствен оркестър „Фул Екшън Бенд“ със солистка Румяна Коцева, с който в продължение на осем години работи в нощните клубове в София и пътува със самостоятелна програма в скандинавските страни.
От 2000 до 2002 година е музикален ръководител на формация „АРТ Студио В“, наследник на Ансамбъла на строителните войски. 
През 2001 година спечелва конкурс за инструменталист – солист на Биг Бенда на БНР, където свири до 2009 година.
През същия период започва да се занимава с преподавателска дейност, водейки класа по саксофон в националното музикално училище „Любомир Пипков“. През този период е съавтор в учебниците по музика и книгата за учителя към издателство „Просвета“ и „Анубис“ от предучилищна възраст до V клас.
Същевременно усъвършенства уменията си за работа с музикални мултимедийни програми за звукозапис, дигитална обработка на звука и нотопис. През същия период работи и като копист на Биг Бенда и Симфоничния оркертър на БНР.
Участва в множество записи и концерти с Ранди Брейкър, Кърт Елинг, Владко Стефановски, Милчо Левиев, Васил Петров, Томаш Ганш, Том Харел и др.
През този период ежегодно участва и в джаз фестивалите в Банско, Русе, Бургас, “Аполония”, Варна, Ниш с Биг Бенда на БНР, Вили Казасян Бенд и Жоро Борисов Бенд.
През 2009 г. напуска Биг Бенда на БНР и заминава с акустично трио в Германия заедно с Румяна Коцева (вокал) и Димитър Миларов (пиано), където работи до 2012 г.
След завръщането си започва работа като преподавател по саксофон в Центъра за музикални изкуства и НЧ „Д-р Петър Берон 1926 г.“. Завежда кабинета по музикална мултимедия, подпомагайки с видео и аудио обработка музикалната школа на читалището, както и концертната му дейност. Администратор е на сайта на читалището.
През същия период участва като музикален коректор и нотопис в мюзикъла „Аладин“ по музика на Марио Балтаджиев. От 2017 година е преподавател по саксофон в НМА „Проф. Панчо Владигеров“. Член е на фондация „Музика Вива“, музикален директор в музикално-издателска къща „Студио Артес“, както и музикален директор на „Евъргрийн фест София“ – фестивал за изпълнение на евъргрийни и джаз стандарти от деца и младежи.